# Günter Hartmann
Günter Hartmann (* 18. März 1930 in Halberstadt) ist ein ehemaliger Politiker der DDR-Blockpartei National-Demokratischen Partei Deutschlands (NDPD), in der er seit 1951 mehrere Funktionen bekleidete. Er war zudem seit 1973 Abgeordneter der Volkskammer der DDR und 1989/90 Vorsitzender der NDPD.

## Leben
Der Sohn eines Arbeiters besuchte die Volksschule. Nach dem Zweiten Weltkrieg wurde er 1945 Mitglied des Antifa-Jugend-Ausschusses in Blankenburg (Harz) und des FDGB. Von 1945 bis 1946 arbeitete er als Landvermesser bei der Durchführung der Bodenreform in Deutschland. Im Jahr 1946 wurde er Mitglied der FDJ. Von 1947 bis 1948 studierte er an der Ingenieur-Schule Magdeburg und an der Bergakademie Freiberg (Sachsen) mit Abschluss als Vermessungsingenieur. Im Jahr 1949 trat er in die NDPD ein. Er war Stadtjugendleiter der FDJ in Kölleda und von 1949 bis 1950 Reviermarkscheider bei der SAG Wismut in Johanngeorgenstadt.
Ab 1951 war er als Funktionär der NDPD tätig. Er war zunächst Jugendreferent beim Landesvorstand Sachsen-Anhalt und von 1951 bis 1958 Mitglied des Hauptausschusses der NDPD. Von 1952 bis 1954 war er Mitglied des Bezirksvorstandes Halle der NDPD. Von 1954 bis 1971 war er Mitarbeiter des Hauptausschusses, ab 1960 Abteilungsleiter und ab 1964 Leiter des Büros beim Stellvertreter des Vorsitzenden bzw. Vorsitzenden der NDPD, Heinrich Homann. Von 1956 bis 1960 absolvierte er ein Fernstudium an der Hochschule für Ökonomie Berlin und wurde Diplom-Wirtschaftler. Von 1967 bis 1990 war er erneut Mitglied des Hauptausschusses der NDPD und von April 1972 bis 1990 Mitglied des Parteivorstandes bzw. des Präsidiums und des Sekretariats des Hauptausschusses. Von 1972 bis 1989 war er Mitglied des Nationalrates der Nationalen Front, des Präsidiums des Friedensrates und des Präsidiums der Liga für Völkerfreundschaft, ab 1974 des Chile-Zentrums der DDR.
Am 12. Juli 1973 wurde er auf der 9. Tagung der Volkskammer als Nachfolger von Gustav Siemon als Berliner Vertreter in der Volkskammer bestimmt. Auf der 11. Tagung der Volkskammer am 19. Dezember 1973 wurde er anstelle des Abgeordneten Friedhelm Foerster als Mitglied des Ausschusses für Auswärtige Angelegenheiten bestätigt. Bis 1976 war er als Berliner Vertreter und Mitglied der NDPD-Fraktion in der Volkskammer, bis 1986 Mitglied des Auswärtigen Ausschusses und von Juni 1986 bis 1989 Mitglied des Präsidiums der Volkskammer sowie von 1986 bis März 1990 Vorsitzender der NDPD-Fraktion als Nachfolger von Siegfried Dallmann. Vom 9. Mai 1987 (13. Parteitag) bis November 1989 war er stellvertretender Vorsitzender der NDPD. Nach dem Rücktritt von Heinrich Homann am 2. November 1989 wurde er geschäftsführender Vorsitzender der Partei. Bei der Neuwahl des Parteivorsitzenden auf der 6. Tagung des NDPD-Hauptausschusses am 7. November 1989 wurde er zum Vorsitzenden gewählt. Diese Funktion bekleidete er bis zum 20. Januar 1990 (14. Parteitag). Er war 1989/90 Teilnehmer des Zentralen Runden Tisches. Von Januar bis März 1990 fungierte er erneut als stellvertretender Vorsitzender, danach als Berater beim Parteivorstand. Er unterstützte eine Konföderation von DDR und Bundesrepublik Deutschland. Er trat 1990 in den Vorruhestand und wurde Mitglied des Bunds Freier Demokraten, später der FDP.

## Auszeichnungen
- Verdienstmedaille der DDR
- Ehrentitel Verdienter Aktivist
- 1964 Vaterländischer Verdienstorden in Bronze, 1972 und 1977 in Silber und 1985 in Gold[2]
- 1980 Orden Banner der Arbeit Stufe I